# L.U.C.A.: The Beginning
L.U.C.A.: The Beggining (hangul: 루카: 더 비기닝; rr: Luka: Deo Bigining) é uma telenovela sul-coreana de ficção de mistério e crime, estrelada por Kim Rae-won e Lee Da-hee. Estreou na tvN em 1 de fevereiro de 2021.

## Sinopse
Ji Oh tem um poder especial e um segredo, mas não sabe qual realmente é. Ele é perseguido por figuras misteriosas, enquanto tenta encontrar respostas para inúmeras perguntas que o cercam.
Goo Reum é uma detetive. Quando ela decide sobre um curso de ação, nada mudará, não importa o quê. Seus pais desapareceram quando ela era apenas uma criança. Goo Reum persegue a verdade por trás do desaparecimento de seus pais. Ela conhece Ji Oh e sua vida muda.

## Elenco

### Principais
- Kim Rae-won como Ji Oh / Z-0
  - Oh Han-kyul como jovem Ji Oh

Um homem que tem um poder secreto e é procurado pela Human Tech. Ele não se lembra de nada depois de acordar de um grande acontecimento. Ele decide descobrir quem ele realmente é após ser perseguido por pessoas desconhecidas, ao mesmo tempo em que entende que não é uma pessoa normal.
- Lee Da-hee como Ha Neul-ae-goo-reum
  - Seo Eun-sol como jovem Ha Neul-ae-goo-reum

Detetive da 1ª equipe da Unidade de Crimes Violentos da Delegacia Metropolitana de Juan. Ela era originalmente da unidade de crimes graves, mas foi rebaixada. Seus pais desapareceram quando ela era criança e, durante nove anos, ela nunca parou de procurá-los.
- Kim Sung-oh como Lee Son

Um ex-soldado das Forças Especiais. Ele foi condenado à prisão perpétua por ter matado acidentalmente 9 pessoas durante um treinamento, quando lançou uma granada em vez de um sinalizador. Ele foi oferecido por Cheol-soo para trabalhar para ele e liderar uma equipe de perseguição para capturar Ji Oh. Ele havia perdido todo o braço direito em uma tentativa anterior de capturar Ji Oh, e a Human Tech teve que instalar um braço artificial nele.

### Recorrentes

#### Projeto LUCA
- Park Hyuk-kwon como Kim Cheol-soo

Uma figura secreta e influente do Serviço Nacional de Inteligência. Ele apoia Joong-kwon e o projeto para ficar muito rico se tiver sucesso, e fará qualquer coisa para tornar o projeto bem-sucedido.
- Ahn Nae-sang como Ryu Joong-kwon

O diretor da Human Tech, e é o cientista que supervisionou o único sucesso no projeto. No passado, ele foi forçado a deixar a academia por desafiar a ética da pesquisa de "aprimoramento humano artificial". Ele foi posteriormente preso por desvio de fundos de pesquisa. Depois disso, Cheol-soo o apoiou para que criasse o ser humano mais perfeito.
- Jin Kyung como Hwang Jung-ah

O fundador da Human Tech. Ela é a líder de uma seita, mas acredita em teorias científicas ao invés das palavras de Deus. Ela é bem relacionada e rica, mas não sabe para que pode usá-los, até que encontrou seu objetivo na criação de novas vidas.

#### Polícia de Juan Metropolitan
- Kim Sang-ho como Choi Jin-hwan[4]

Líder da equipe 1ª unidade da unidade de Crimes Violentos. Ele ocupa o último lugar na delegacia em termos de índice de condenação, já que sempre teve os casos mais difíceis de lidar. Ele detesta Goo-reum no início, quando ela se junta a sua equipe, mas ele cuida dela como uma família.
- Hwang Jae-yeol como Kim Yoo-chul

Um detetive da 1ª equipe da Unidade de Crimes Violentos. Ele acredita em Jin-hwan mais do que qualquer outra pessoa e cuida de seus filhos com delicadeza. Ele estava preocupado com a persistência de Goo-reum na investigação do caso em torno de Ji Oh, mas está disposto a ajudá-la até o fim.
- Han Kyu-wan como Kim Jin-soo

Um detetive da 1ª equipe da Unidade de Crimes Violentos.

#### Chasing Team (Equipe de perseguição)
- Jung Da-eun como Choi Yoo-na

Parte da equipe de perseguição de Lee Son para capturar Ji Oh. Ela foi condenada à prisão perpétua por ter matado acidentalmente 5 pessoas durante um treinamento, quando disparou balas de verdade em vez de branco, e perdeu o pé direito no mesmo acidente. Ela foi oferecida por Cheol-soo para trabalhar para ele com Lee Son.
- Kim Min-gwi como Kim Tae-oh

Parte da equipe de perseguição de Lee Son para capturar Ji Oh. Uma pessoa extremamente leal que executa missões sem questionar.
- Lee Joong-ok como Kim Hwang-sik

Parte da equipe de perseguição de Lee Son para capturar Ji Oh. Ele é um técnico de rede que foi demitido por corrupção.

#### Outros
- Lee Hae-young como Oh Jong-hwan

Um professor que trabalha no Serviço Forense Nacional. Ele era amigo íntimo de Joong-kwon na época da faculdade, mas depois que este cruzou a linha que os cientistas não deveriam cruzar, ele levou as pessoas a forçar Joong-kwon a sair da academia.
- Ahn Chang-hwan como Won-yi

Amiga de Ji Oh. Ele era a única pessoa que sabia sobre o poder de Ji Oh, e que no passado ele o usava para travessuras.
- Lee Yong-nyeo como a Irmã Stella
- Kim Hyung-min como Ha Young-jae

O pai de Goo-reum, que está desaparecido. Co-fundador da Human Tech e co-pesquisador do Projeto L.U.C.A..

### Aparições especiais
- Lee Won-jong como Kim Man-sik

Colega de Ji Oh na Dagyeong Resources. (Ep. 1)
- Jung Eun-chae como Diretor Jung

O inspetor-chefe da equipe de inspeção do Serviço de Inteligência Nacional, trabalhando com Jung-ah sob o pretexto de anticorpos. (Ep. 8-12)

## Trilha sonora

### Parte 1
| Lançado em 9 de fevereiro de 2021 |                     |                |         |  |
| N.º                               | Título              | Artista        | Duração |  |
| 1.                                | "Your Eyes"         | Sunwoo Jung-a  | 3:39    |  |
| 2.                                | "Your Eyes" (inst.) |                | 3:39    |  |
| Duração total:                    | Duração total:      | Duração total: | 7:18    |  |

### Parte 2
| Lançado em 16 de fevereiro de 2021 |                |                |         |  |
| N.º                                | Título         | Artista        | Duração |  |
| 1.                                 | "LUCA"         | Jemma          | 3:20    |  |
| 2.                                 | "LUCA" (inst.) |                | 3:20    |  |
| Duração total:                     | Duração total: | Duração total: | 6:40    |  |

### Parte 3
| Lançado em 23 de fevereiro de 2021 |                                     |                |         |  |
| N.º                                | Título                              | Artista        | Duração |  |
| 1.                                 | "Your Eyes (Acoustic Ver.)"         | Lee Da-hee     | 3:42    |  |
| 2.                                 | "Your Eyes (Acoustic Ver.)" (inst.) |                | 3:42    |  |
| Duração total:                     | Duração total:                      | Duração total: | 7:24    |  |

### Parte 4
| Lançado em 2 de março de 2021 |                |                |         |  |
| N.º                           | Título         | Artista        | Duração |  |
| 1.                            | "Gone"         | KLANG          | 3:42    |  |
| 2.                            | "Gone" (inst.) |                | 3:42    |  |
| Duração total:                | Duração total: | Duração total: | 7:24    |  |

## Recepção

### Audiência (em milhões)
| Temporada | Temporada | Número do episódio | Número do episódio | Número do episódio | Número do episódio | Número do episódio | Número do episódio | Número do episódio | Número do episódio | Número do episódio | Número do episódio | Número do episódio | Número do episódio | Média |
| Temporada | Temporada | 1                  | 2                  | 3                  | 4                  | 5                  | 6                  | 7                  | 8                  | 9                  | 10                 | 11                 | 12                 | Média |
| --------- | --------- | ------------------ | ------------------ | ------------------ | ------------------ | ------------------ | ------------------ | ------------------ | ------------------ | ------------------ | ------------------ | ------------------ | ------------------ | ----- |
|           | 1         | 1.309              | 1.362              | 1.380              | 1.366              | 1.224              | 1.309              | 1.257              | 1.411              | 1.412              | 1.370              | 1.198              | TBD                | TBD   |

| Ep. | Transmissão Original    | Média de audiência (AGB Nielsen) | Média de audiência (AGB Nielsen) |
| Ep. | Transmissão Original    | Mundialmente                     | Seul                             |
| --- | ----------------------- | -------------------------------- | -------------------------------- |
| 1 | 1 de fevereiro de 2021  | 5.371%                           | 6.099%                           |
| 2 | 2 de fevereiro de 2021  | 5.802%                           | 6.782%                           |
| 3 | 8 de fevereiro de 2021  | 5.794%                           | 6.596%                           |
| 4 | 9 de fevereiro de 2021  | 5.811%                           | 6.392%                           |
| 5 | 15 de fevereiro de 2021 | 5.348%                           | 6.237%                           |
| 6 | 16 de fevereiro de 2021 | 5.676%                           | 6.301%                           |
| 7 | 22 de fevereiro de 2021 | 5.670%                           | 6.085%                           |
| 8 | 23 de fevereiro de 2021 | 6.118%                           | 7.005%                           |
| 9 | 1 de março de 2021      | 6.228%                           | 6.535%                           |
| 10 | 2 de março de 2021      | 6.299%                           | 6.939%                           |
| 11 | 8 de março de 2021      | 5.491%                           | 6.173%                           |
| 12 | 9 de março de 2021      | TBD                              | TBD                              |
| Média | Média                   | %                                | %                                |
| - Os números azuis representam as médias mais baixas, enquanto os números vermelhos representam as mais altas - Este drama é transmitido por um canal de televisão por assinatura, que normalmente tem um público relativamente menor em comparação com as emissoras de televisão abertas (KBS, SBS, MBC e EBS). |                         |                                  |                                  |